# Henry B. Gonzalez
Enrique Barbosa González, detto Henry (San Antonio, 3 maggio 1916 – San Antonio, 28 novembre 2000), è stato un politico statunitense, membro della Camera dei Rappresentanti per lo stato del Texas dal 1961 al 1999.

## Biografia
Nato e cresciuto nel Texas da genitori messicani immigrati negli Stati Uniti dopo la rivoluzione, Gonzalez studiò all'Università del Texas ad Austin per poi laurearsi in giurisprudenza.
Entrato in politica con il Partito Democratico, nel 1953 venne eletto all'interno del consiglio comunale di San Antonio. Nel 1956 fu eletto al Senato del Texas, la camera alta della legislatura statale del Texas, dove rimase per quattro anni. In questo contesto, il liberale Gonzalez divenne noto come il politico che mise in atto il più lungo ostruzionismo nella storia dell'assemblea, tenendo un discorso di trentasei ore contro l'approvazione di alcune leggi che favorivano la segregazione razziale.
Nel 1958 si candidò infruttuosamente alla carica di governatore del Texas, venendo sconfitto nelle primarie democratiche da Price Daniel. Nel 1961 prese parte alle elezioni del Senato per il seggio lasciato vacante da Lyndon B. Johnson.
Nel settembre dello stesso anno, il deputato Paul J. Kilday lasciò la Camera dei Rappresentanti dopo aver ottenuto un incarico all'interno dell'amministrazione Kennedy; Gonzalez si candidò alle elezioni suppletive indette per assegnare il seggio ad un nuovo deputato e riuscì a vincerle. Gli elettori lo riconfermarono per un mandato pieno nel 1962 e da allora fu rieletto altre diciassette volte. Durante la sua lunga permanenza al Congresso, Gonzalez si fece promotore di due mozioni di impeachment, una verso Ronald Reagan e l'altra verso George H. W. Bush. Nel 1998, gravemente ammalato, decise di non chiedere un altro mandato agli elettori e si ritirò a vita privata, venendo succeduto dal figlio Charlie.
Henry Gonzalez morì nel 2000 all'età di ottantaquattro anni.